# Ранкоси
Ранкоси (яп. 蘭越町 Ранкоси-тё:) — посёлок в Японии, находящийся в уезде Исоя округа Сирибеси губернаторства Хоккайдо. Площадь посёлка составляет 449,68 км², население — 5064 человека (30 июня 2014), плотность населения — 11,26 чел./км².

## Географическое положение
Посёлок расположен на острове Хоккайдо в губернаторстве Хоккайдо. С ним граничат посёлки Тоёура, Иванай, Куттян, Нисеко, Суццу, Куромацунай.

## Население
Население посёлка составляет 5064 человека (30 июня 2014), а плотность — 11,26 чел./км². Изменение численности населения с 1980 по 2005 годы:
| 1980 | 8055 чел. |  |
| 1985 | 7553 чел. |  |
| 1990 | 6986 чел. |  |
| 1995 | 6450 чел. |  |
| 2000 | 6215 чел. |  |
| 2005 | 5802 чел. |  |

## Символика
Деревом посёлка считается магнолия Кобуси, цветком — магнолия Кобуси.